# ماو پووتسک
ماو پووتسک (به لاتین: Mały Płock) یک روستا در لهستان است که در گمینا ماو پووتسک واقع شده‌است. ماو پووتسک ۱٬۰۵۱ نفر جمعیت دارد.